# Ipse dixit

Ipse dixit (en grec, αὐτὸς ἔφα, autòs epha) est une locution latine qui signifie lui-même l'a dit.

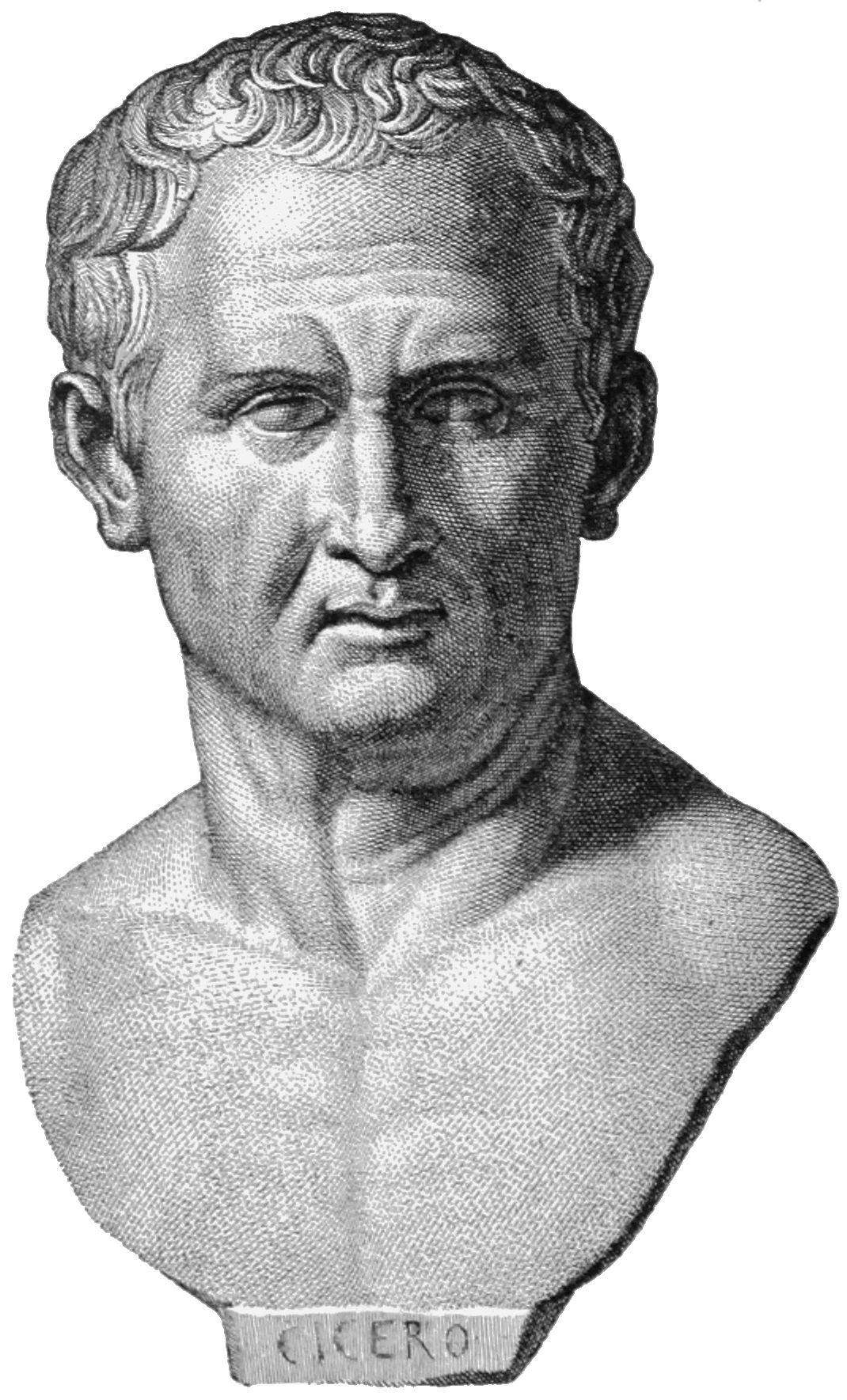
Cicéron

L'expression apparaît dans le livre de Cicéron, De natura deorum (I, 5, 10) en parlant des disciples de Pythagore qui l'employaient pour marquer le caractère irrévocable de l'autorité de leur maître :
| Nec vero probare soleo id, quod de Pythagoreis accepimus, quos ferunt, si quid adfirmarent in disputando, cum ex iis quaereretur quare ita esset, respondere solitos: «Ipse dixit»; «ipse» autem erat Pythagoras; tantum opinio praeiudicata poterat, ut etiam sine ratione valeret auctoritas. | Aussi je ne puis que je ne condamne ce qu'on rapporte des disciples de Pythagore. On prétend que quand on leur demandoit raison de ce qu'ils avançoient, ils avoient coutume de répondre, Lui-même l'a dit, & ce Lui-même étoit Pythagore. Ce qu'il avoit décidé avoit tant de poids, que son autorité seule l'emportoit indépendamment de la raison. |